# Nationale Gesundheitskommission

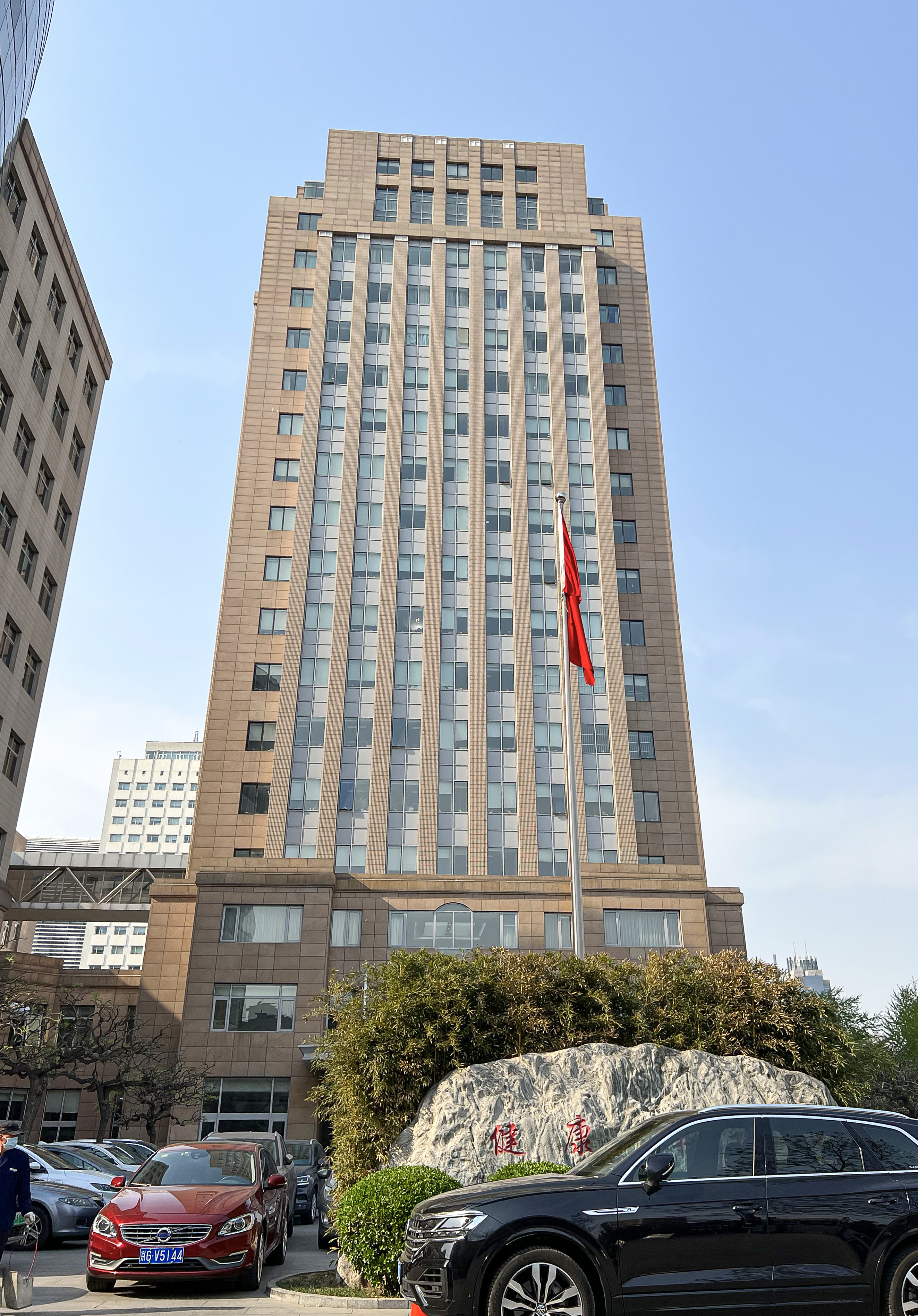
Die Nationale Gesundheitskommission

Die Nationale Gesundheitskommission der Volksrepublik China (chinesisch 中华人民共和国国家卫生健康委员会, Pinyin Zhōnghuá rénmín gònghéguó guójiā wèishēng jiànkāng wěiyuánhuì) ist eine Kommission mit dem Rang eines Ministeriums und untersteht dem Staatsrat der Volksrepublik China. Sie ist für nationale Gesundheitspolitik zuständig. Sie wurde im März 2018 gegründet. Sie wird von Ma Xiaowei geleitet. Die Staatliche Kommission für Gesundheitswesen und Familienplanung war die Kommission, welche vorher verantwortlich für das Gesundheitswesen war. Die Änderung war notwendig geworden, weil die Ein-Kind-Politik im Oktober 2015 aufgegeben wurde und damit keine Geburtenplanung bzw. Familienplanung mehr betrieben wird.

## Aufgaben
Die Nationale Gesundheitskommission ist für die nationale Gesundheitspolitik zuständig. Im Rahmen der COVID-19-Pandemie obliegt der Kommission die Koordinierung und Politik der Krise.

## Struktur
- Generalbüro (办公厅)
- Personalabteilung (人事司)
- Abteilung für Planung und Information (规划与信息司)
- Finanzabteilung (财务司)
- Rechtsabteilung (法制司)
- Abteilung für Reform (体制改革司)
- Amt für Krankheitsprävention und -kontrolle (疾病预防控制局)
- Amt für Politik und Verwaltung (医政医管局)
- Abteilung für Sanität auf Grundebene (基层卫生司)
- Büro für Hygienenotefälle (卫生应急办公室)
- Abteilung für Wissenschaft, Technologie und Bildung (科技教育司)
- Amt für Generaldeputation (综合监督局)
- Abteilung für Arzneimittelrecht und Grundarzneimittel-System (药物政策与基本药物制度司)
- 计划生育基层指导司
- Abteilung für Normung, Überwachung und Bewertung der Lebensmittelsicherheit (食品安全标准与监测评估司)
- Abteilung für Geriatrie (老龄健康司)
- Abteilung für Gesundheitspflege von Frauen und Kindern (妇幼健康服务司)
- Abteilung für Arbeitsplatzgesundheit (职业健康司)
- Abteilung für Bevölkerungsüberwachung und Familienentwicklung (人口监测和家庭发展司)
- Informationsabteilung (宣传司)
- Abteilung für internationale Zusammenarbeit (国际合作司)
- Büro für Versicherungsaufsicht (保监局)
- Parteikomitee (机关党委)
- Amt für Ruhestand (离退休干部局)

## Behördenleiter
- Ma Xiaowei (马晓伟): seit März 2018[2]